# Chánh án Tòa án nhân dân tối cao (Việt Nam)
Chánh án Tòa án nhân dân Tối cao Việt Nam là chức vụ đứng đầu Tòa án nhân dân Tối cao do Quốc hội bầu, miễn nhiệm, bãi nhiệm theo đề nghị của Chủ tịch nước. Nhiệm kỳ của Chánh án Tòa án nhân dân Tối cao theo nhiệm kỳ của Quốc hội là 5 năm. Khi Quốc hội hết nhiệm kỳ, Chánh án Tòa án nhân dân tối cao tiếp tục thực hiện nhiệm vụ cho đến khi Quốc hội khóa mới bầu ra Chánh án Tòa án nhân dân Tối cao. Chánh án Tòa án nhân dân Tối cao không nhất thiết phải là Đại biểu Quốc hội. Không có quy định pháp luật Chánh án Tòa án nhân dân Tối cao là đảng viên Đảng Cộng sản Việt Nam, tuy nhiên trên thực tế Chánh án Tòa án nhân dân tối cao ở Việt Nam thường là một Ủy viên Ban Chấp hành Trung ương Đảng Cộng sản Việt Nam, và từ năm 2011 đến nay thì được cơ cấu là một Bí thư Trung ương Đảng. Chánh án Tòa án nhân dân tối cao Việt Nam đương nhiệm là ông Lê Minh Trí, Đại biểu Quốc hội Việt Nam khóa 14 Thành phố Hồ Chí Minh, Ủy viên Trung ương Đảng khóa XIII, Bí thư Trung ương Đảng khóa XIII.

## Nhiệm vụ và quyền hạn
Chánh án Tòa án nhân dân Tối cao có nhiệm vụ và quyền hạn sau đây:
Các quyền quyết định
1. Quyết định luân chuyển, điều động, biệt phái Thẩm phán, trừ Thẩm phán Tòa án nhân dân tối cao.
2. Quyết định việc tổ chức Tòa chuyên trách theo quy định; quy định cơ cấu tổ chức, nhiệm vụ, quyền hạn của các đơn vị thuộc bộ máy giúp việc của Tòa án nhân dân theo quy định.
3. Quyết định phân bổ biên chế, số lượng Thẩm phán, ngân sách chi cho hoạt động của các Tòa án nhân dân; quy định biên chế của các Tòa án quân sự sau khi thống nhất với Bộ trưởng Bộ Quốc phòng Việt Nam.
4. Bổ nhiệm, miễn nhiệm, cách chức các chức danh Chánh án và Phó Chánh án Tòa án nhân dân cấp cao, Chánh án và Phó Chánh án Tòa án nhân dân tỉnh, thành phố trực thuộc trung ương, Chánh án và Phó Chánh án Tòa án nhân dân huyện, quận, thị xã, thành phố thuộc tỉnh và tương đương, Phó Chánh án Tòa án quân sự trung ương, Chánh án và Phó Chánh án Tòa án quân sự quân khu và tương đương, Chánh án và Phó Chánh án Tòa án quân sự khu vực và các chức vụ trong Tòa án nhân dân tối cao, trừ các chức vụ thuộc thẩm quyền bổ nhiệm, miễn nhiệm, cách chức của Chủ tịch nước.

Các quyền trình:
1. Trình Chủ tịch nước ý kiến của mình về trường hợp người bị kết án xin ân giảm án tử hình.
2. Trình Quốc hội phê chuẩn việc đề nghị bổ nhiệm, miễn nhiệm, cách chức Thẩm phán Tòa án nhân dân tối cao; trình Chủ tịch nước bổ nhiệm, miễn nhiệm, cách chức Phó Chánh án Tòa án nhân dân tối cao và Thẩm phán các Tòa án khác.
3. Trình Ủy ban thường vụ Quốc hội quyết định thành lập, giải thể Tòa án nhân dân cấp cao; Tòa án nhân dân tỉnh, thành phố trực thuộc trung ương; Tòa án nhân dân huyện, quận, thị xã, thành phố thuộc tỉnh và tương đương; Tòa án quân sự quân khu và tương đương; Tòa án quân sự khu vực; quy định về phạm vi thẩm quyền theo lãnh thổ của Tòa án nhân dân cấp cao và thành lập các Tòa chuyên trách khác của Tòa án nhân dân khi xét thấy cần thiết.
4. Trình Ủy ban thường vụ Quốc hội phê chuẩn cơ cấu tổ chức, nhiệm vụ, quyền hạn bộ máy giúp việc của Tòa án nhân dân tối cao.

Các quyền tổ chức:
1. Tổ chức kiểm tra việc thực hiện biên chế, quản lý cán bộ, quản lý và sử dụng ngân sách, cơ sở vật chất của Tòa án nhân dân.
2. Tổ chức công tác đào tạo; bồi dưỡng Thẩm phán, Hội thẩm và các chức danh khác của Tòa án nhân dân.
3. Tổ chức công tác xét xử của Tòa án nhân dân tối cao; chịu trách nhiệm tổ chức thực hiện nguyên tắc Thẩm phán, Hội thẩm xét xử độc lập và chỉ tuân theo pháp luật.
4. Chủ tọa phiên họp của Hội đồng Thẩm phán Tòa án nhân dân tối cao.
5. Kháng nghị theo thủ tục giám đốc thẩm, tái thẩm bản án, quyết định đã có hiệu lực pháp luật của các Tòa án nhân dân theo quy định của luật tố tụng.

Trách nhiệm:
1. Chịu trách nhiệm và báo cáo công tác trước Quốc hội; trong thời gian Quốc hội không họp thì chịu trách nhiệm và báo cáo công tác trước Ủy ban thường vụ Quốc hội và Chủ tịch nước; trả lời chất vấn, kiến nghị của đại biểu Quốc hội.
2. Thực hiện nhiệm vụ, quyền hạn theo quy định của luật tố tụng; giải quyết những việc khác theo quy định của pháp luật.

Các quyền chỉ đạo:
1. Chỉ đạo việc tổng kết thực tiễn xét xử, xây dựng và ban hành Nghị quyết của Hội đồng Thẩm phán Tòa án nhân dân tối cao bảo đảm áp dụng thống nhất pháp luật trong xét xử; tổng kết phát triển án lệ, công bố án lệ.
2. Chỉ đạo việc soạn thảo dự án luật, pháp lệnh, dự thảo nghị quyết do Tòa án nhân dân tối cao trình Quốc hội, Ủy ban thường vụ Quốc hội; ban hành hoặc phối hợp ban hành văn bản pháp luật thuộc thẩm quyền theo Luật ban hành văn bản pháp luật.

Ngoài ra, Chánh án Tòa án nhân dân tối cao còn có quyền đề nghị Ủy ban Thường vụ Quốc hội quyết định:
1. Số lượng Thẩm phán cao cấp, Thẩm phán trung cấp, Thẩm phán sơ cấp và tỷ lệ các ngạch Thẩm phán tại mỗi cấp Tòa án.[2]
2. Danh sách Ủy viên Hội đồng tuyển chọn, giám sát Thẩm phán quốc gia;[3]
3. Quy chế hoạt động của Hội đồng tuyển chọn, giám sát Thẩm phán quốc gia;[4]
4. Chế độ tiền lương, phụ cấp; mẫu trang phục, cấp phát và sử dụng trang phục, Giấy chứng minh Thẩm phán.[5]

## Lịch sử

### Giai đoạn 1945-1958
Trong giai đoạn này hệ thống tư pháp của Việt Nam vẫn mang tính chất thiên về quân sự, không thiết lập chức vụ Chánh án Tòa án nhân dân tối cao. Ngay sau khi thành lập Việt Nam Dân chủ Cộng hòa, hệ thống Tòa án có hai loại: Toà án Quân sự với nhiệm vụ xét xử tất cả những người nào phạm vào một việc gì có phương hại đến nền độc lập và Tòa án đặc biệt xét xử những nhân viên của các Uỷ ban nhân dân hay các cơ quan của Chính phủ do ban Thanh tra truy tố. Chủ tịch Chính phủ lâm thời làm Chánh án Tòa án đặc biệt và Bộ trưởng Tư pháp làm Hội thẩm.
Trong thời kỳ sau từ những năm 1946-1950 hệ thống tư pháp thiết lập 3 hệ thống tòa án: Tòa án thường, Tòa án binh và Tòa án Quân sự. Tòa án thường được phân theo cấp thứ tự chứ không phân theo khu vực địa hạt, Tòa sơ cấp, Tòa đệ nhị cấp, Tòa thượng thẩm.
Năm 1950 Việt Nam Dân chủ Cộng hòa cải cách hệ thống tư pháp, trong giai đoạn từ 1950-1958 đã thiết lập hệ thống tòa án nhân dân các cấp, nhưng chưa thiết lập tòa án nhân dân tối cao. 

### Giai đoạn 1958-nay
Sau khi cải cách hệ thống tư pháp năm 1959 Tòa án nhân dân tối cao được thành lập với người đứng đầu là Chánh án Tòa án nhân dân Tối cao và chính thức được đưa vào Hiến pháp năm 1959.
Chánh án Tòa án nhân dân tối cao có quyền hạn giải quyết các vấn đề quan trọng của Tòa án nhân dân Tối cao. Tới năm 1980 thì quyền hạn được tăng lên như hiện nay.

## Danh sách Chánh án Tòa án nhân dân Tối cao Việt Nam
| Thứ tự                                        | Chánh án Toà án nhân dân Tối cao      | Chánh án Toà án nhân dân Tối cao      | Nhiệm kỳ                                  | Đảng phái                             | Ghi chú                                                                         |
| Việt Nam Dân chủ Cộng hòa (1945-1976)         | Việt Nam Dân chủ Cộng hòa (1945-1976) | Việt Nam Dân chủ Cộng hòa (1945-1976) | Việt Nam Dân chủ Cộng hòa (1945-1976)     | Việt Nam Dân chủ Cộng hòa (1945-1976) | Việt Nam Dân chủ Cộng hòa (1945-1976)                                           |
| --------------------------------------------- | ------------------------------------- | ------------------------------------- | ----------------------------------------- | ------------------------------------- | ------------------------------------------------------------------------------- |
| -                                             |                                       | Trần Công Tường                       | 28 tháng 5 năm 1958 - 20 tháng 5 năm 1959 | Đảng Lao động Việt Nam                | - Phó Chánh án Tòa án nhân dân Tối cao - Quyền Chánh án Tòa án nhân dân Tối cao |
| 1                                             |                                       | Phạm Văn Bạch                         | 20 tháng 5 năm 1959 - 1976                | Đảng Lao động Việt Nam                |                                                                                 |
| Cộng hòa xã hội chủ nghĩa Việt Nam (1976-nay) |                                       |                                       |                                           |                                       |                                                                                 |
| (1)                                           |                                       | Phạm Văn Bạch                         | 1976 - 3 tháng 7 năm 1981                 | Đảng Cộng sản Việt Nam                |                                                                                 |
| 2                                             |                                       | Phạm Hưng                             | 3 tháng 7 năm 1981 - 24 tháng 9 năm 1997  | Đảng Cộng sản Việt Nam                |                                                                                 |
| 3                                             |                                       | Trịnh Hồng Dương                      | 24 tháng 9 năm 1997 - 25 tháng 7 năm 2002 | Đảng Cộng sản Việt Nam                |                                                                                 |
| 4                                             |                                       | Nguyễn Văn Hiện                       | 25 tháng 7 năm 2002 - 25 tháng 7 năm 2007 | Đảng Cộng sản Việt Nam                | Chủ nhiệm Ủy ban Tư pháp của Quốc hội (2011-2016)                               |
| 5                                             |                                       | Trương Hòa Bình                       | 25 tháng 7 năm 2007 - 8 tháng 4 năm 2016  | Đảng Cộng sản Việt Nam                | Phó Thủ tướng thường trực Chính phủ (2016-2021)                                 |
| 6                                             |                                       | Nguyễn Hòa Bình                       | 8 tháng 4 năm 2016 – 26 tháng 8 năm 2024  | Đảng Cộng sản Việt Nam                | Phó Thủ tướng thường trực Chính phủ (2024-nay)                                  |
| 7                                             |                                       | Lê Minh Trí                           | 26 tháng 8 năm 2024 - đương nhiệm         | Đảng Cộng sản Việt Nam                |                                                                                 |